# 단거리 전용 통신
단거리 전용 통신(Dedicated short-range communications) 또는 줄여서 DSRC는 주로 차량 통신에 사용할 수 있고 정해진 규약과 기준에 부합하는 단방향 또는 양방향의 단거리 무선 통신 채널이다. 1999년 10월, 미국의 연방 통신 위원회는 지능형 교통 체계를 이용한 단거리 전용 통신으로 5.9GHz 대역에서 75MHz를 할당해 사용하도록 하고 있으며, 2008년 8월 유럽 전기 통신 표준 협회에서는 지능형 교통 체계를 이용한 단거리 전용 통신으로 5.9GHz 대역에서 30MHz를 할당해 사용하도록 하고 있다.
현재는 유럽과 일본이 전자 요금 징수 분야에 주로 사용하고 있으며, 미국, 유럽, 일본에서 사용되는 단거리 전용 통신은 서로 호환이 되지는 않는다. 또한 싱가포르의 ERP 제도도 같은 기술을 사용해 적용된다.

## 같이 보기
- 텔레매틱스